# スエバイト

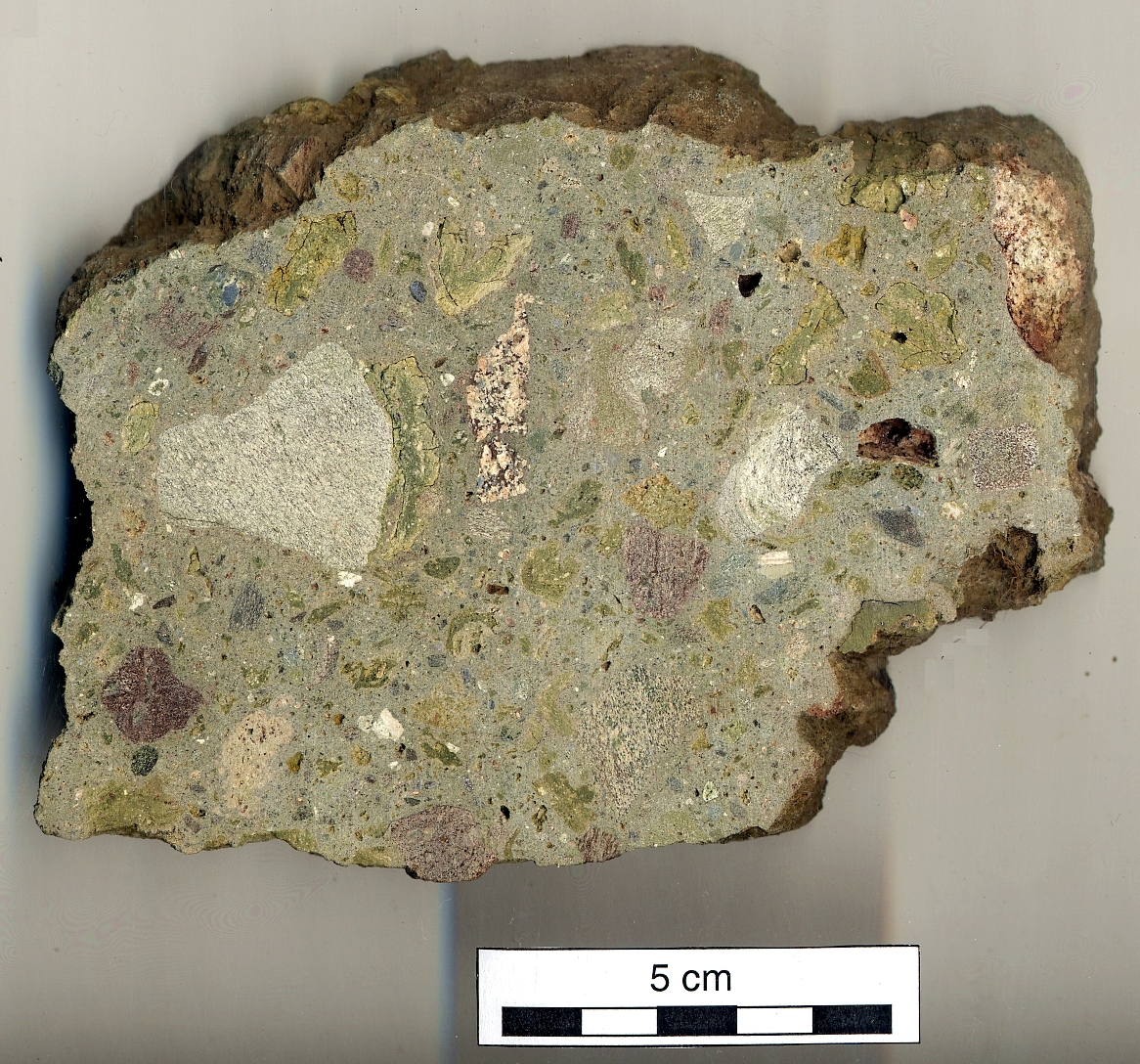
フランスのロシュシュアールにあるクレーターで採取された緑色のスエバイト

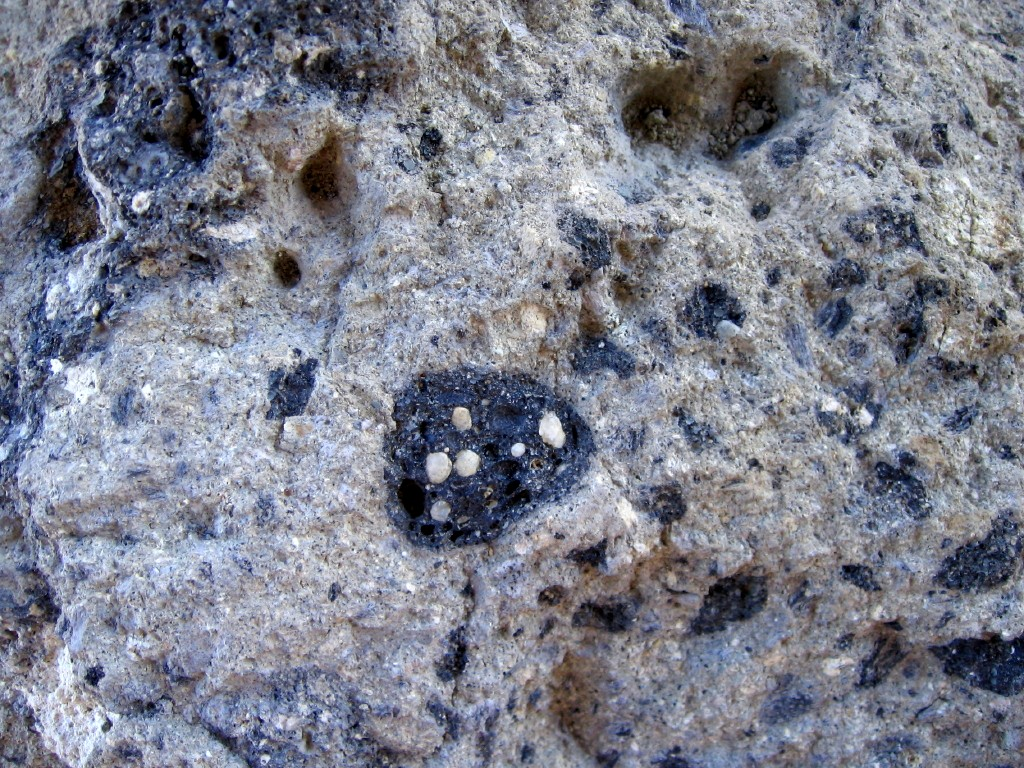
ネルトリンガー・リースのクレーターで採取されたスエバイト

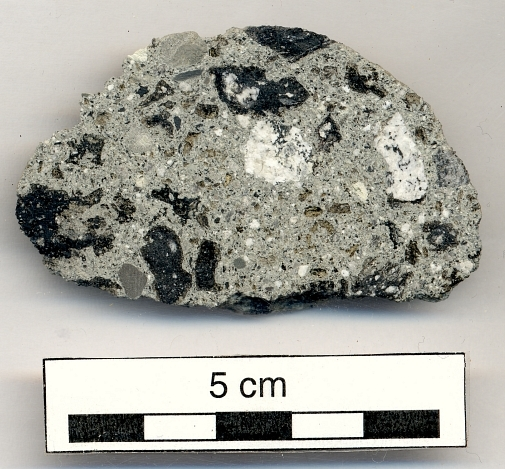
ベラルーシ、ラホイスクのクレーターで採取されたスエバイト

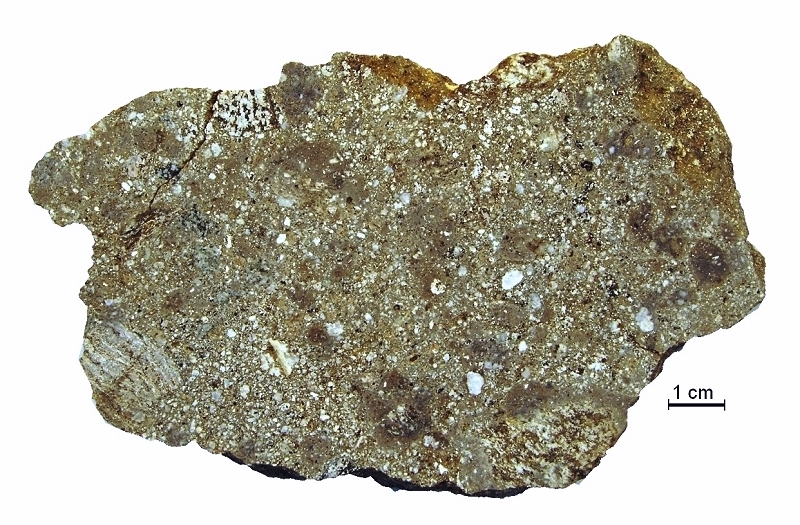
カナダ ケベック州のマニクアガン・クレーターで採取されたスエバイト

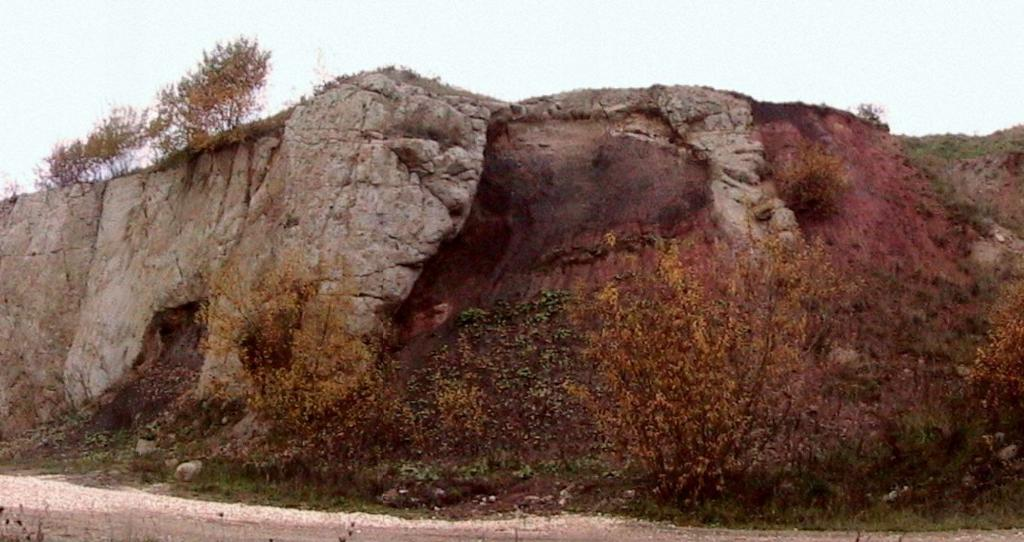
主に赤い粘土からなるブンテ角礫岩の上に形成された薄いスエバイトの層（ライトグレー）

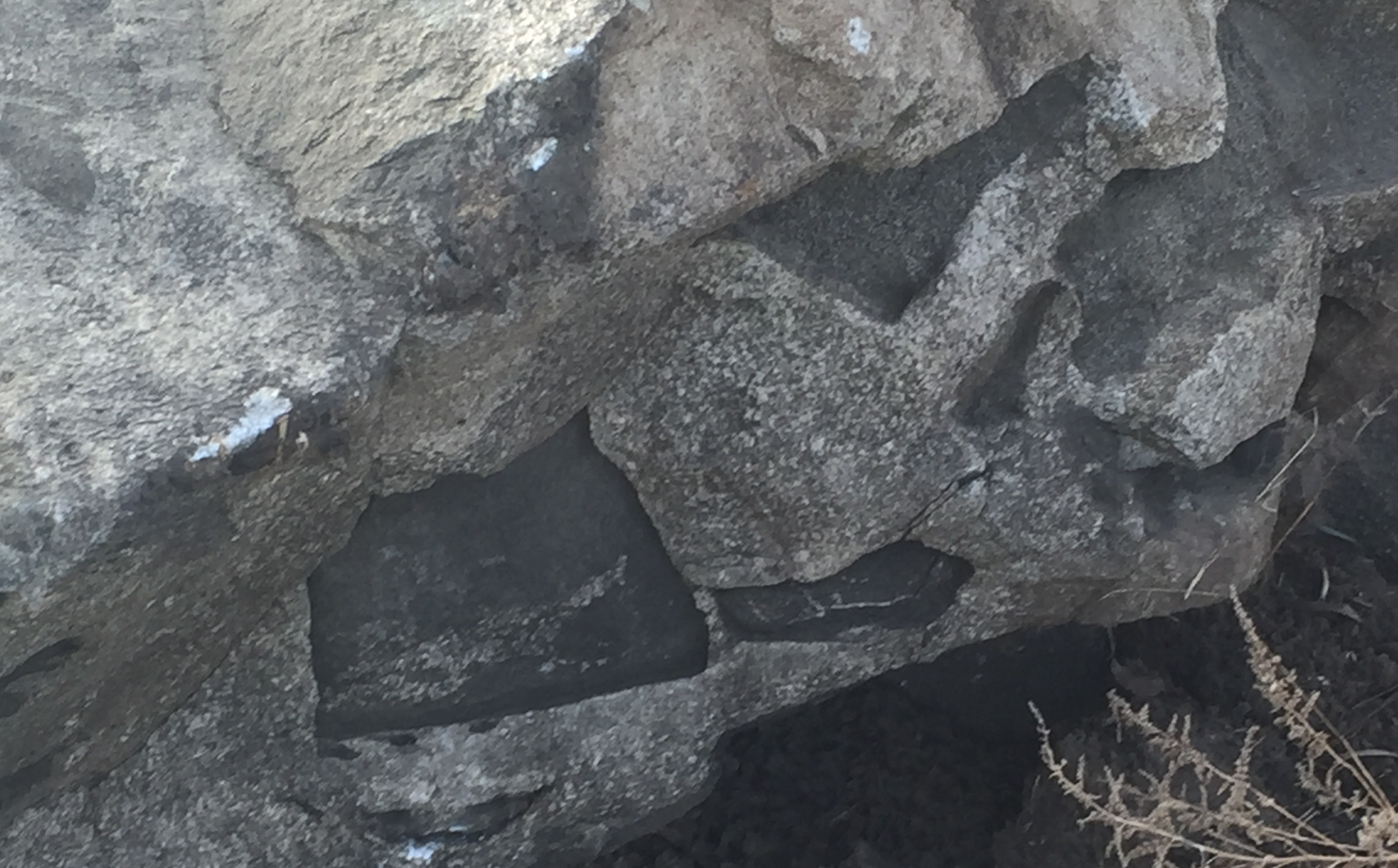
サドベリー隕石により形成されたスエバイト。中央下寄りにある塊は9インチ角もある。

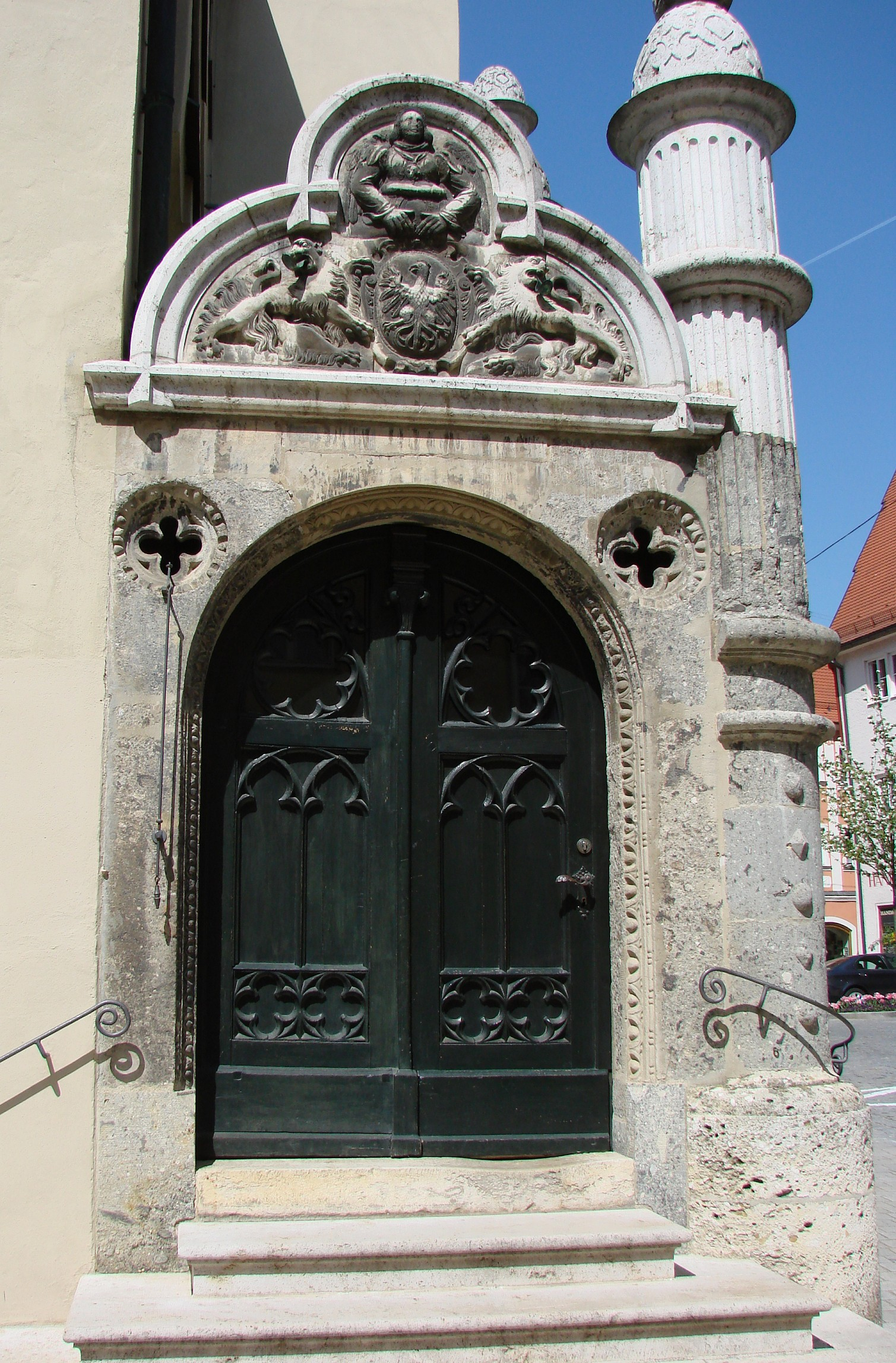
スエバイト造りのポータル(ドイツ、ネルトリンゲンの町役場）

スエバイト (Suevite) は部分的に溶融した成分からなる岩石である。典型的にはガラスや結晶質、岩片を含む角礫岩で、隕石衝突によって生成される。インパクタイトと呼ばれる岩石群の一種である。

## 成因
スエバイトは隕石の衝突により隕石そのものや基盤岩とその溶融物が焼結されて生成すると考えられている。クレーター底でみられる一度完全に溶融して生成した岩石はタガマイト (tagamite) と呼ばれる。スエバイトは衝突時の初期圧縮相およびその後の中央丘形成時にクレーター底とその下の基盤岩との摩擦効果によって生ずることから、衝突構造でみられるシュードタキライトとは区別される。

## 露頭
スエバイトは巨大衝突構造の判別指標として用いられ、地球上の数多くの巨大衝突構造から発見されている。
- ネルトリンガー・リース[2][3]
- サドベリー隕石孔
- ポピガイ・クレーター[4]
- チクシュルーブ・クレーター[5]
- カラ・クレーター（英語版）
- アスアラ衝突構造（英語版）